# Faro Cabo Curioso
El Faro Cabo Curioso es un faro no habitado de la Armada Argentina que se encuentra en la ubicación 49°11′00″S 67°37′00″O / -49.18333, -67.61667 sobre el cabo del mismo nombre en la margen norte de la boca de entrada a la Bahía de San Julián. Se halla a 14 kilómetros al noreste de la ciudad de Puerto San Julián, en el Departamento Magallanes, en la Provincia de Santa Cruz, Patagonia Argentina. Fue puesto en servicio el día 1° de agosto de 1922.
El faro fue construido sobre el acantilado con cuatro columnas y vigas de hormigón armado, de forma troncopiramidal, con una plataforma superior que soporta la garita de hierro, una intermedia y garita con casa originalmente para acumuladores de gas.  El conjunto tiene una altura total de 23 m s. n. m. Actualmente está pintada con una franja horizontal central de color negro. La señal luminosa es provista por un equipo fotovoltaico de paneles solares y baterías, dando un alcance óptico de 13,7 millas náuticas (25,4 km).